# 43 Leonis Minoris
43 Leonis Minoris är en orange stjärna i Lilla lejonets stjärnbild.
43 Leonis Minoris har visuell magnitud +6,15 och är knappt synlig för blotta ögat vid mycket god seeing. Den befinner sig på ett avstånd av ungefär 590 ljusår.